# John Newton
John Newton (London, 1725. július 24. – London, 1807. december 21.) angol rabszolga-kereskedő és hajóskapitány, aki megtérése után anglikán pap lett. Ő a szerzője az Amazing Grace című világhírű vallásos éneknek.

## Fiatalkora
Newton Londonban született, apja John Newton, a Földközi-tengeren hajókapitány, anyja Elizabeth Newton, aki gümőkórban meghalt, amikor fia még gyerek volt. 1736-ban, miután két évet töltött el egy bentlakásos iskolában, apjával tengerre szállt, és 1742-ig összesen hat utazáson vett vele részt. Apja a kanadai ontariobeli Fort York-ban kormányzója lett, de 1750-ben egy balesetben megfulladt.
Apja Jamaicába akarta küldeni egy cukornád-ültetvényre, de 1743-ban, utazása közben besorozták a haditengerészetbe, ahol a HMS Harwich-on lett tengerészkadét. Miután dezertálni próbált, Newtont elkapták, vasra verték, lefokozták közönséges tengerésszé, és a Nyugat-Indiákra küldték. Azonban amikor hajója utánpótlásért kikötött Madeira szigetén, Newtont elcserélték és átszállították egy Nyugat-Afrikába tartó rabszolga-kereskedő-hajóra.

## Rabszolgakereskedő
Hat hónappal később Guinea partjainál szándékozott maradni azzal a céllal, hogy megcsinálja szerencséjét kereskedőként a Sierra Leone-hez közeli szigeteken, ám ehelyett szolgává tették, és ura brutálisan kihasználta. Megtapasztalta az éhezést, a betegséget és a kiszolgáltatottságot. Később Newton úgy emlékezett vissza magára ebben az időszakban, mint „pogány szabadgondolkodó, rabszolgák szolgája Afrikában.” Szerencséjére rátalált egy hajóskapitány, akit apja kért meg, hogy keresse következő utazása alatt.

## Megtérése
1748-ban a Greyhound fedélzetén, miközben az Atlanti kereskedelmi háromszög Afrikából Dél-Amerikába rabszolgákat, Dél-Amerikából Észak-Amerikába cukrot és Észak-Amerikából Afrikába rumot szállító útjain próbált hazatérni Angliába, óriási viharba kerültek, ami úgy tűnt, elárasztja a hajót. Newton felébredt az éjszaka közepén, és ahogy a jármű telt meg vízzel, Isten kegyelméért imádkozott. Később ezt az élményt jelölte meg kereszténnyé válásának kezdeteként. Miközben a javításra szoruló és ételben szűkölködő hajó hazaevickélt, Newton olvasni kezdte a Bibliát és más vallásos írásokat, és mire Angliába értek, már nem mondta magát pogánynak. A dátum 1748. május 10-e, olyan évforduló, amit egész életére megjegyzett. Attól a naptól fogva kerülte a káromkodást, a szerencsejátékot és az italozást.
Newton visszatért Angliába, Liverpoolba, és részben Joseph Manestay-nek, apja barátjának hatására elfoglalta az első tiszti pozíciót a Brownlow nevű rabszolga-kereskedő hajón. Guinea partjain át a Nyugat-Indiákra tartottak. Ezen utazás elején Nyugat-Afrikában (1748-49) Newton felismerte új spirituális életének elégtelenségét, és egy súlyos lázas betegség tüneteitől szenvedve, teljes egészében Isten kegyelmére bízta magát. Később úgy emlékezett vissza erre az élményre, mint az utolsó fordulópontra Isten keresésében, és az első alkalomra, amikor teljes békét élt meg.
Miután visszatért Angliába 1750-ben, Newton három további utazást tett, mint az Argyle Hercege (1750) és az Afrikai (1752-53 és 1753-54) kapitánya, mindkettő rabszolga-kereskedő-hajó. Csak 1754-ben hallott az evangéliumi megújulási mozgalomról Angliában, és hagyott fel a tengeri kereskedelemmel. Vallásos találkozókon jelent meg, ahol többek között hallotta a metodista mozgalmat alapító George Whitefield-et és John és Charles Wesley-t.

## Anglikán lelkész
1755-ben Newton Liverpool ár-apály-felügyelője lett, ismét csak Manestay hatására, és szabadidejében lehetősége volt a görög, héber és szíriai nyelvek tanulmányozására. Jól ismert laikus evangelizátor lett, és 1757-ben jelentkezett anglikán ministránsnak, habár hét évnek kellett eltelnie, hogy felvegyék az egyház kötelékébe. Olyannyira elkeserítette a visszautasítás ebben az időszakban, hogy jelentkezett a metodistákhoz, a függetlenekhez, a presbiteriánusokhoz és közvetlenül Chester püspökénél, Lincoln püspökénél, a canterburyi érseknél és a yorki érseknél is.
Végül 1764-ben Thomas Haweis bemutatta Dartmouth Lordjának, aki befolyással volt Chester Püspökére, és aki azt javasolta Newtonnak, hogy költözzön a Buckinghamshire-ben lévő Olney-ba. 1764. április 29-én megkapta a diakónusi parancsokat, és június 17-én pappá avatták.
Mint Olney lelkésze, Newtont részben a jómódú bankár és üzletember Henry Thornton, a Clapham-társaság egyik vezetője támogatta. Hamarosan jól ismert lett pásztori törődéséről és hitrendszeréről, és a máshitűekkel, Evangélikus lelkészekkel való barátsági miatt mind az Anglikánok, mind a nonkonformisták tiszteletét kivívta. Tizenhat évet töltött Olney-ben, mialatt oly népszerűek lettek a prédikációi, hogy a templomot ki kellett egészíteni egy karzattal, hogy be tudja fogadni az embereket, akik összegyűltek őt hallgatni.
1767-ben a költő William Cowper telepedett le Olney-ban, és barátságuk eredményeként jött létre az Olney-i Énekek (London, 1779), ami jelentős hatással volt az angol egyházi zenére. Más jól ismert dalok Newton tollából az „Approach, My Soul, the Mercy Seat,” „Come, My Soul, Thy Suit Prepare”, és a „Glorious Things of Thee are Spoken”, többek között. Öt évvel később, 1772-ben Thomas Scott, aki később Biblia-kommentátor és az Egyházi Misszió Társaság alapítója lett, vette át a szomszéd falvak, Stoke Goldington és Weston Underwood parókiáját. Newtonnak köszönhető, hogy Scott cinikus 'karrier-lelkészből' igaz hívővé vált, amit Scott meg is írt The Force Of Truth (Az Igazság Ereje) című spirituális önéletrajzában.
1779-ben a filantróp Henry Thornton meghívta Newtont, hogy legyen a londoni St Mary Woolnoth templom Rektora, ahol 1807-ben bekövetkezett haláláig teljesített szolgálatot. Erősen támogatta az Anglikán Egyház evangelizációját, és mind a máshitűekkel, mind saját egyháza klérusával barátságban állt. John Newton Londonban halt meg, és Olney-ben lett eltemetve, ahol múzeum van leghíresebb fiának szentelve.

## Harc a rabszolgaság eltörléséért
Néhány modern szerző kritizálta, hogy Newton látszólag elfogadta a rabszolgaságot, miközben erős Keresztény meggyőződéséről adott számot – képmutatással vádolván őt. Ezt azonban a kései XVIII. század társadalmának tükrében kell nézzük: Newton kora embere volt és hozzáállása a rabszolgasághoz az időszak modern kereskedőinél jellegzetesnek mondható. Abban az időszakban, amikor aktívan részt vett az emberkereskedelemben, még nem került John Wesley vagy  más evangélikusok hatása alá. Később azonban mélyen megbánta, hogy mind elfogadta, mind személyesen részt vett a rabszolga-kereskedelemben, és csatlakozott William Wilberforce-hoz a rabszolgaság eltörléséért folytatott harcában. 1787-ben a kampány támogatására írta „Gondolatok az afrikai rabszolga-kereskedelemről” című esszéjét.
1785-ben arra bátorította Wilberforce-ot, Hull városának éppen megtért parlamenti képviselőjét, hogy inkább maradjon képviselő és „szolgálja Istent ott, ahol van”, minthogy belépne az egyház kötelékébe. Wilberforce hallgatott az egykori rabszolgahajó-kapitány tanácsára, és az elkövetkező öt évtizedben sikeresen harcolt a rabszolgaság eltörléséért a Brit Birodalomban.

## Író és dalszerző
1767-ben Olney-ba költözött a költő és mélyen evangélikus hívő William Cowper. A templomba járt imádkozni, és közös munkába kezdtek Newtonnal, hogy szerezzenek egy kötetnyi egyházi éneket. Cowper súlyos depressziója miatt a kiadás 1779-ig késlekedett, amikor is a kötet megjelent Olney Hymns (Olney-i Énekek) címen. A kötet tartalmazza Newtonnak az angol ajkúak által jól ismert dalait, mint a "Glorious Things of Thee are Spoken", "How Sweet the Name of Jesus Sounds!", "Come, My Soul, Thy Suit Prepare", "Approach, My Soul, the Mercy-seat", és az "Amazing Grace".
Amikor Cowper 1800-ban meghalt, néhányan azzal vádolták John Newton-t, hogy érzelemdús evangéliumi prédikációival és kálvinista hittételeivel csak súlyosbította Cowper depresszióját és hozzájárult annak szélsőséges melankóliájához és végső szellemi leépüléséhez. Többek közt Robert Southey, a romantikus költő igyekezett Newton-ra hárítani a felelősséget, aki 1835-ben publikálta Cowper Élete című művét.

## Apróságok
A Sierra Leone-ben található Newton nevű város nevét John Newton után kapta. Newton Olney-ban található temploma máig jótékonysági kapcsolatban áll ezzel a várossal.
Newton-t énekeinek a Gospel mozgalomra gyakorolt hosszú távú hatásáért 1982-ben a Gospel Szövetség  beszavazta a Gospel Hírességek Csarnokába.

## Külső hivatkozások
- "But Now I See" Önéletrajz és Narratíva, főleg naplójából és nem publikált írásaiból válogatva – Josiah Bull, M.A., 1868, (újranyomva:) Banner of Truth Trust, 1998 Köztulajdon
- Amazing Grace: John Newton információ (angol)
- Az Olney-Newton, Sierra Leone Projekt (angol)